# Джузепе Камарано
Джузепе Камарано (на италиански: Giuseppe Cammarano,  4 януари 1766, Шака – 8 октомври 1850, Неапол) е италиански художник и препоадавател, активен в Неапол.

## Биография
Джузепе Камарано е роден на 4 януари 1766 в Шака, Сицилия. Още много млад започва работа в кралския двор в Неапол, но в кариерата си има многобройни сътрудничества и във Франция.
Първата творба, с която става известен, датира от 1791 г. и са няколко фрески в спалнята на Кралския дворец в Кардитело, вдъхновени от произведенията на Феделе Фискети и Доменико Кели. Крал Фердинанд IV го възнаграждава с обучение в Рим, където съчетава своя къснобароков стил с възникващия неокласицизъм. При завръщането му в Неапол е назначен от самия крал да възстанови фреските на двореца, повредени от френските войски, дошли да потушат неаполитанската революция.
По-късно става професор в Кралската Академия за изящни изкуства в Неапол и е натоварен с изработване на фреските в новопостроения Кралски дворец в Казерта. Негова работа е фреската на тавана на Съвещателната зала в двореца и е „Минерва награждава изкуствата и науките“, нарисувана през 1814 г. През 1818 г., също в Кралския дворец в Казерта, той рисува „Хектор изобличава Парис“, а през 1824 г. „Тезей побеждава Минотавъра“. Камарано продължава да работи в кралския двор до края на кариерата си. Също в Кралски дворец в Казерта е съхранена колекция от портрети на членовете на кралското семейство, рисувани от него. 
По време на дългата си дейност той работи в „Белведере ди Сан Леучо“, първо като автор и след това като реставратор.
Той участва и в декорацията на таваните на Кралския дворец в Неапол.
Сред последните му творби са тези за новата катедрала в Казерта, където за апсидата рисува „Тайната вечеря“. В Галерия на Академия за изящни изкуства (Неапол) е запазена негова картина, озаглавена „Анакорета“, подписана и датирана от 1798 г.
Умира в Неапол на 8 октомври 1850 г. на 84-годишна възраст.

## Картини
- „Портрет на семейството на Франческо І“
 Музей Каподимонте
Неапол
- „Портрет на Каролина Бонапарт“
Музей на Наполеон
 Рим
- „Портрет на Франческо І“
Кралски дворец в Казерта
Казерта
- „Портрет на Мария-Исабела Бурбон-Испанска (1789 – 1848)“
Кралски дворец в Казерта
Казерта